# Родригес-Сальгадо, Мария Хосе
Мария Хосе Родригес-Сальгадо (Maria José Rodriguez-Salgado; род. 1955) — британский историк галисийского происхождения. Доктор, эмерит-профессор Лондонской школы экономики, где трудилась с 1985 года, преподавала также в Сент-Эндрюсском и Ньюкаслском университетах. С 2015 года в отставке. Феллоу Королевского исторического общества, член-корреспондент Королевской академии истории.
Исследовательница международных отношений в период раннего Нового времени — с особым вниманием к глобальной империи испанских монархов Габсбургов.
Есть брат.
Обучалась в Испании и Великобритании. Входит в попечительский совет журнала фонда Грамши «Studi Storici». Публиковалась в History Today.
Автор The Changing face of Empire. Charles V, Philip II and Habsburg Authority (1551—1559) (Cambridge, Cambridge University Press, 1988, 375 p.) {Рец.}. Соредактор England, Spain and the Gran Armada 1585—1604. Essays from the Anglo-Spanish Conferences London and Madrid, 1988 (Edinburgh, John Donald, 1991).